# الشاه عبد العظيم الحسني
الشاه عبد العظيم بن عبد الله الحسني هو من كبار العلماء والمحدثين الشيعة، واحد أصحاب الائمة علي الرضا ومحمد الجواد وعلي الهادي والرواة عنهم.

## نسبه
وهو أبو القاسم عبد العظيم بن عبد الله بن علي بن الحسن بن زيد بن الحسن بن علي بن أبي طالب. وامه السيّدة فاطمة بنت بن قيس. ونظراً لانتهاء نسبه إلى الإمام الحسن المجتبى، اشتهر بالحسني.

## نشأته
ولد في اليوم 4 من ربيع الثاني عام 173 هـ في المدينة المنوّرة، عاصر فترة إمامة أربعة من الأئمة المعصومين، موسى الكاظم والإمام علي الرضا والإمام محمّد الجواد والإمام علي الهادي ، هرب من ظلم واضطهاد الخليفة العباسي المتوكل في سامراء إلى الري جنوب طهران وعاش في سرداب لأحد الشيعة هناك في محلة سكّة الموالي وكان الشيعة يتوافدون عليه ليتزوّدوا من علومه ورواياته وكان معزّزاً مكرّماً عندهم وكان يحل مسائلهم ومشاكلهم الشرعية.

مدخل مرقد الشاه عبد العظيم

## وفاته
توفي عبد العظيم الحسني بالري في الخامس عشر من شوّال عام 252 هـ ودفن بمدينة الري جنوب طهران في إيران.

## مزاره
لعبد العظيم الحسني قبر مشيد يزار في الري، وقد أورد الرواة الشيعة روايات كثيرة في فضل زيارة قبره حيث يروى أن بعض أهل الري دخل على الإمام علي الهادي فقال له الإمام اين كنت فقال الرجل كنت في زيارة الامام الحسين فقال له اما أنّك لو زرت قبر عبد العظيم عندكم لكنت كمن زار الحسين.